# 小五趾跳鼠属
小五趾跳鼠属（学名：Scarturus），是哺乳纲啮齿目跳鼠科的一属，过去一般被视为五趾跳鼠属（Allactaga）的一个亚属。2013年欧洲学者通过基于分子标记的亚科内物种系统发育关系的构建，发现传统的五趾跳鼠属是一个并系群，将小五趾跳鼠亚属提升为属。本属目前包含以下三亚属：
- 小五趾跳鼠亚属 Scarturus Gloger, 1841
  - 四趾跳鼠 Scarturus tetradactyla
- 副跳鼠亚属 Paralactaga Young, 1927
  - 约旦五趾跳鼠 Scarturus euphratica
  - 威廉五趾跳鼠 Scarturus williamsi
  - 霍氏五趾跳鼠 Scarturus hotsoni
- Microallactaga 亚属 Shenbrot, 1974
  - 小五趾跳鼠 Scarturus elater
  - 维氏五趾跳鼠 Scarturus vinogradovi